# ボビー・アウヨン
ボビー・アウヨン （欧陽震華、Bobby Au-Yeung, 1960年7月28日-）は、香港生まれの男優。

## 経歴・人物
1981年に香港・TVBの俳優養成所を卒業し、TVB所属俳優となった。当初は端役での出演にとどまっていたが、1992年から放送されたドラマ『壹號皇庭』シリーズで主役を演じ、その演技力が評価されてからは、ほぼ主役としての出演となった。
2007年には、第35回エミー賞の国際エミー賞において、同年に香港で放送されたTVBのドラマ『賭場風雲』の演技が評価され、香港人俳優としては初めて、同部門で最優秀主演男優にノミネートされた。
2010年にTVBの専属契約を終了。その後はフリーの俳優として、中国本土のドラマを中心に出演しているが、古巣TVBにも引き続き出演している。